# 一の瀬山の神スキー場
一の瀬山の神スキー場 （いちのせやまのかみスキーじょう） は、長野県下高井郡山ノ内町にあるスキー場である。

## 概要
志賀高原スキー場の一の瀬地区北部に位置する小規模なスキー場で、かつてはプライベート感のある閑静なスキー場であったが、1983年に開業した焼額山スキー場が1987年にエリアを拡大して隣接するようになってからは、一の瀬地区と奥志賀地区とを結ぶ連絡コース的な役割を担い、朝はコースが、夕方はリフトが混雑する。飲食施設や宿泊施設および駐車場はなく、一の瀬地区や焼額山スキー場のホテル、飲食店、共同駐車場を利用する。リフト1路線、コース2本、標高1590〜1710m（標高差120m）。リフトの運営は志賀高原リゾート開発。

## コース・ゲレンデ
一の瀬ダイヤモンドスキー場頂部から焼額山スキー場に向かう斜面にコースが形成されている。（滑走延長、平均斜度／最大斜度）

### 初級者コース
- モンキーコース（750m、8°／15°）
  - かもしかコースの中間部から右に分岐して一の瀬ダイヤモンドスキー場に連絡する初級者コース。
  - 本スキー場のリフトを使わず隣接する一の瀬ダイヤモンドスキー場に設営されている一の瀬ダイヤモンドクワッドリフトを利用することで繰り返し滑ることができるという珍しいコースである。

### 中級者コース
- かもしかコース（800m、8°／15°）
  - 一の瀬山の神第2リフトと一の瀬ダイヤモンドクワッドリフトの降車駅付近を起点として、一の瀬山の神第2リフトと焼額山第2高速リフトの乗車駅付近を終点とする。
  - コース序盤は緩斜面のため、初級者でも滑ることが可能。中盤でモンキーコースが右に分岐するあたりから先は、斜度が最大となる中級者向けのコースとなる。終盤は緩斜面となり、焼額山スキー場に滑り込める。

### 廃止されたコース
- 一の瀬山の神ゲレンデ（350m、8°／15°）[2]
  - かもしかコースの北西側に広がるゲレンデがかつて存在した。ゲレンデ脇に設営されていた一の瀬山の神第1トリプルリフト（廃止）を使って繰り返し滑ることができた。
  - 焼額山スキー場に第1高速リフトが存在していた時代は、むしろ本コースが一の瀬地区から焼額山スキー場にアクセスするメインルートであった。

## リフト
一つのリフトが稼働している。<（距離、高低差、時間）

### 営業中リフト
- 一の瀬山の神第2リフト（711m、111m、5分57秒）
  - かもしかコースを繰り返し滑るためのリフトであったが、焼額山スキー場が開業してからは、一の瀬地区との連絡リフトとしての重要な役割を担う。休日の夕方は混雑する。

### 廃止・休止中リフト
- 一の瀬山の神第1ペア（トリプル）リフト（315m、55m、3分17秒）[2]
  - 一の瀬山の神ゲレンデを見上げて左端に設営されていたリフト。
  - 焼額山スキー場が開設されてからは一の瀬エリアに向かうスキー客に多く利用されていたが、VTM（リフトの搬送能力を示す指数）が低く週末は夕方を中心に数十分待ちの混雑ぶりであったことから、リフト沿いにスキーを担いで登るスキーヤーも散見された。
  - その後、スキーブームが一段落し利用者が減少すると、トリプルリフトからペアリフトに架け替えられたが、更に客足は遠のき、一の瀬山の神第2リフトだけで輸送力を賄える状況になったことで役割を終えた。ペアリフトとしての寿命は短命であった。

## その他
- グリーンシーズンには、モンキーコースと焼額山第2高速連絡コース、一の瀬ダイヤモンドゲレンデを利用したトレッキングコース「シナノキコース」が整備されている。[3]